# Water Orton
Pour les articles homonymes, voir Orton.
Water Orton est un village et une paroisse civile du Warwickshire, en Angleterre.

## Toponymie
Orton est un toponyme d'origine vieil-anglaise. Il désigne une ferme (tūn) située en hauteur (uferra ou ōfer). Ce nom est attesté sous la forme Overton en 1262.
L'élément Water, du vieil anglais water « ruisseau », fait quant à lui référence à la situation du village près de la Tame. Le nom complet est attesté sous la forme Water Ouerton en 1546.

## Géographie
Water Orton est un village du Warwickshire, un comté des Midlands de l'Ouest. Il se situe dans le nord de ce comté, dans la grande banlieue de Birmingham, à une quinzaine de kilomètres au nord-est du centre-ville. La Tame, un affluent de la Trent, coule au nord du village.
Le village se situe entre les autoroutes M6 à l'ouest et M42 (en) à l'est. Il dispose d'une gare de chemin de fer (en) desservie par les trains de la ligne Birmingham-Peterborough (en).
Au Moyen Âge, Water Orton relève du hundred de Hemlingford (en). Après l'abandon du système des hundreds, il est rattaché au district rural de Castle Bromwich (en) de 1894 à 1912, puis au district rural de Meriden (en) de 1912 à 1974 et enfin au district non métropolitain du North Warwickshire depuis 1974.
Pour les élections à la Chambre des communes, Ansley appartient à la circonscription de North Warwickshire.

## Histoire
Water Orton constitue historiquement un hameau dépendant de la paroisse ecclésiastique d'Aston (en). En 1346, l'évêque de Coventry et Lichfield Roger Northburgh (en) accorde aux habitants de Water Orton le droit d'avoir leur propre prêtre dans une chapelle construite à cette fin. Water Orton devient une paroisse ecclésiastique indépendante en 1871, puis une paroisse civile en 1894.
Un manoir est attesté à Water Orton en 1329 comme possession d'un certain Richard de Clodeshale. Il devient ensuite la propriété de la famille Arden, dont le siège est à Castle Bromwich, puis de la famille Bridgeman. Un pont sur la Tame est mentionné en 1459 comme ayant besoin de réparations. Le pont actuel est construit en 1520 sur ordre de l'évêque d'Exeter John Vesey, dont la tombe à Sutton Coldfield mentionne son rôle dans l'édification du pont.

## Démographie
Au recensement de 2011, la paroisse civile de Water Orton comptait 3 444 habitants.
| Année | Population |
| ----- | ---------- |
| 1901  | 620        |
| 1911  | 631        |
| 1921  | 704        |
| 1931  | 1 155      |
| 1951  | 1 840      |
| 1961  | 2 615      |
| 2011  | 3 444      |

## Culture locale et patrimoine
Le pont de 1520 sur la Tame, construit en pierre de taille en grès, se compose de six arches semi-circulaires. C'est un monument classé de grade II* depuis 1949.
L'église paroissiale de Water Orton est dédiée à deux saints : Pierre et Paul. Construite en 1879, c'est un monument classé de grade II depuis 1989.